# Toros Salvajes Chapingo
Los Toros Salvajes UACh son el equipo de fútbol americano representativo de la Universidad Autónoma Chapingo, con sede en Texcoco, Estado de México, México. 
El equipo fue fundado en el año de 1937 cuando la Universidad se llamaba Escuela Nacional de Agricultura y tenía un sistema militarizado. El equipo obtuvo el histórico campeonato nacional de 1945 de manera invicta y sin puntos en contra, hazaña que jamás se ha vuelto a lograr. Fue precisamente a raíz de este campeonato que la prensa comenzó a llamar al equipo "Toros Salvajes", mote que luego fue oficializado. En 1978 fue miembro fundador de la Organización Nacional Estudiantil de Fútbol Americano (ONEFA), por lo que ha competido en dicha Liga desde su primera temporada. 
HISTORIA 
Varias etapas en su historia: 
-El inicio es con la "Leyenda de Los Ogros" y la llegada del primer ovoide a la Escuela Nacional de Agricultura en 1936, para 1937 Chapingo juega su primer partido oficial. 
-La Época de oro de 1964 a 1972; 
-Luego siguió la de "Los Magníficos" que concluye en la década de los 90; 
-Los Estoicos fue una época de tiempos difíciles que concluye hasta el año 2008. 
-Para 2009 da inicio una sólida formación de jugadores chapingueros quienes consiguieron dos campeonatos juveniles el de ese año de la influenza H1N1 en que la liga determino la conclusión del torneo, otorgando el campeonato al equipo que ocupaba el primer ligar en la tabla de posiciones, algunos equipos cuestionaron el trofeo a Chapingo pero en la temporada 2010 los Toros Salvajes ganan en casa el campeonato. Así surge una generación de jugadores quienes fueron la base del subcampeonato de Liga Mayor en 2015, desde entonces Chapingo recobro su nivel de competencia protagonista en la conferencia Nacional de ONEFA.  
Actualmente el programa deportivo permite el desarrollo de jugadores y jugadoras desde temprana edad ya que ha contado con todas las categorías amateur: infantiles, juveniles, femenil,  intermedia y mayor.
En 2017 el equipo cumplió 80 años, siendo uno de los conjuntos pioneros en la historia del Futbol Americano Estudiantil en México, junto con el Politécnico (que cumplió 80 años en 2016) y los Pumas de la UNAM quienes cumplieron 90 años en 2017. Por esta razón, la ONEFA dedicó la temporada 2017 al Aniversario de los 80 años del programa de fútbol americano de la Universidad Autónoma de Chapingo (UACh).
En el 2015 se considera una nueva época de oro para Toros Chapingo que incluye llegar a una final como local en el histórico estadio "José Palomo Ruiz Tapia" obteniendo un subcampeonato con una asistencia récord de diez mil asistentes, tuvieron que rentar gradas temporales. Culminando toda esta generación su elegibilidad en el 2017 y 2018 con la generación de "Oro".
Algunos jugadores que integraron la nueva generación de "Oro" en el equipo 2015 son:
- Carlos Iván Villanueva "Calcio" WR capitán (2015-2016)
- Álvaro Urzúa Qb
- Ricardo Lugo Jaramillo "Negro" Rb
- Carlos Mansilla Mir OL
- Sergio Rodríguez Piña "Checo" Wr/K
- Emanuel Carpio "Mane" DL
- Jose López "Jlo" Lb
- Jael Cid "Burro" CB
- Salvatore Vázquez "Fs"

## Campeonatos y participaciones destacadas
| Año  | Palmarés                        | Notas |
| ---- | ------------------------------- | --- |
| 1945 | Campeón Nacional                | Campeón invicto, sin recibir puntos en contra.                                                                |
| 1952 | Campeón Categoría Intermedia    | No jugaba en categorías superiores.                                                                           |
| 1964 | Campeón Categoría Intermedia    | Categoría entonces llamada "Segunda fuerza". Asciende a Liga Mayor                                            |
| 1976 | Subcampeón Categoría Intermedia | Chapingo Plata, pierde el juego de campeonato ante Veterinaria de la Universidad Nacional Autónoma de México. |
| 1984 | Subcampeón Liga Mayor           | Chapingo pierde el juego de campeonato ante La Ola Verde del Instituto Politécnico Nacional.                  |
| 1985 | Subcampeón Liga Mayor           | Chapingo fue derrotado por las Panteras Negras de la Universidad Autónoma Metropolitana.                      |
| 2015 | Subcampeón Liga Mayor           | Chapingo fue derrotado por los Tecos de la Universidad Autónoma de Guadalajara                                |

## Jugadores y Personajes Destacados
Otros jugadores Toros Salvajes destacados, algunos miembros del Salón de la Fama del FBA en México son:
- Edgar Santoyo "El Divino" QB
- Francisco Baños WR
- José Ramón Sandoval HB
- Jaime Tarriba WR
- Antonio Alcalde Blanco TD
- José Antonio López Portillo RB
- Alejandro Valenzuela RB
- Sergio Rodríguez Piña "Checo" WR/k

Un jugador destacado dentro de los antes mencionados fue su jugador Sergio Rodríguez Piña "Checo" con el Número 13 en el dorso. Este jugador nunca se había puesto un casco y hombreras, si no hasta llegar a liga mayor directamente. Consiguiendo ser primer equipo y el Mejor Pateador que a tendió la Universidad Autónoma Chapingo sin dejar de menciona que igual fue un receptor destacado dentro de sus 5 años de legibilidad (2014-2018).
Logros de Sergio Rodríguez #13:
*2015-Mejor k con 67 puntos 
*2016-Mejor jugador ofensivo "WR" Conferencia blanca y 89 puntos de k y 54 puntos como WR
*2017-Mejor jugador con puntos anotados en toda la conferencia de onefa con 166 puntos.
*2018- Seleccionado Nacional Tazon Azteca XLV, realizado en el estadio de Ciudad Universitaria "pumas CU"

## Head Coaches
| Nombre                         | Época     |
| ------------------------------ | --------- |
| Miguel Tomassini               | 1941-1948 |
| Miguel Cervantes               | 1961-1977 |
| Felipe Ángeles                 | 1978      |
| Rolando Álvarez Rivas          | 1979-1982 |
| Roberto Brambila Castillo      | 1983-1987 |
| Mauricio Sosa                  | 1988-2003 |
| Genaro Arredondo               | 2004-2008 |
| Gerardo Ibañez                 | 2009-2012 |
| Cuauhtémoc Vargas              | 2013      |
| Jair Salgado                   | 2014      |
| Sergio Olvera Quintana         | 2015-2017 |
| José Luis Caballero Valdivieso | 2018      |
| Sergio Olvera Quintana         | 2019      |

## CAPITANES
2000 Jesús Méndez Castañeda
2010 Roman Treviño González
2011 Felipe Ávila Martínez
2012 Víctor Ramón "Tabasco"
2015 Carlos Iván "Calcio" Villanueva
2017 Salvador "Salvatore" Vázquez Muñoz
2020 Noel López López
2022 Abraham Velasco
2023 David Soto Arizaga

## Categorías del Programa de Fútbol Americano en Chapingo
La categoría Infantil resurge en la UACh en 2016, después de 30 años de ausencia (el FBA Infantil fue administrado por un patronato bajo el auspicio de la universidad de 1980 a 1984 en la liga AFAIMAC). En 2016 compitió en ONEFA con seis categorías obteniendo 3 campeonatos, uno de ellos como invicto. Desde el año 2019 ya no cuenta con equipos infantiles.
-Juvenil, participa en los torneos de Primavera y Otoño en la ONEFA.
-Intermedia.
-Femenil equipadas, surge a partir de 2020
-Futbol Flag integrado ya oficialmente a los programas deportivos de la Universidad Autónoma Chapingo
- Datos: Q6149953